# شوتا أراي
شوتا أراي (باليابانية: 新井 翔太) (مواليد 7 أبريل 1985)، هو لاعب كرة قدم ياباني سابق كان يلعب كلاعب وسط.

## وصلات خارجية
- شوتا أراي على موقع رابطة كرة القدم اليابانية للمحترفين (اليابانية)
- شوتا أراي على موقع عالم كرة القدم.نت (الإنجليزية)